# Antrocephalus hazlitti
Antrocephalus hazlitti är en stekelart som först beskrevs av Girault 1915.  Antrocephalus hazlitti ingår i släktet Antrocephalus och familjen bredlårsteklar. Inga underarter finns listade i Catalogue of Life.